# Harlequins Women
Las Harlequins Women son un equipo inglés profesional de rugby femenino, fundado en 1995 y con sede en Guildford.
Se fundó como la sección femenina del Harlequins FC y fue renombrada en 2017, después de fusionarse con Aylesford Bulls Ladies. Desde ese año participan en la Premier 15s.

## Historia
Harlequins Ladies se fundó en 1995 e inicialmente jugaron sus partidos como locales en Centaurs RFC, Grasshoppers RFC, Old Isleworthians RFC y en la base de entrenamiento anterior de Harlequins en Richardson Evans Memorial Playing Fields en Roehampton. Ganaron su primer título de liga invictos y fueron objeto de un documental de Channel 4.
En 2000 fueron promovidas a la División 1 de la Rugby Football Union for Women. Sin embargo, más tarde fueron relegados de la máxima categoría. Después de la reestructuración de la RFUW las ligas en 2007, Harlequins Ladies fueron colocadas en el Campeonato 2 Sureste. En 2017 compitieron en la liga Nacional 2 Sureste.

### Refundación
En 2016 Harlequins anunció una asociación con Aylesford Bulls Ladies, el club de la Women's Premiership. El acuerdo establecía que Aylesford Bulls se convertiría en parte de Harlequins y usaría sus colores, pero inicialmente conservaría su nombre y al principio dividió sus partidos entre Aylesford, Kent y el Twickenham Stoop de Harlequins. Sin embargo, el equipo de élite más tarde se trasladó a tener una base permanente en Surrey Sports Park en la Universidad de Surrey en Guildford, con los 3s manteniendo sus vínculos con el área local y manteniendo Old Isleworthians RFC como su base de entrenamiento y juego. Aunque en 2021 Harlequins Women 3XV se mudó a Hampton Wick Royal Cricket Club y formó Harlequin Amateurs Women. En 2017 Harlequins Ladies se adjudicó una franquicia para la nueva Women's Super League, más tarde renombrada Premier 15s. Al hacerlo, Harlequins se hizo cargo por completo de Aylesford Bulls Ladies con Harlequins siendo confirmado para la nueva liga en una fusión completa y dejaría de usar el nombre de Aylesford Bulls.
En julio de 2019, cambiaron su nombre a Harlequins Women.

## Estadio
Juegan mayoritariamente en la cancha de la Universidad de Surrey, ubicada en Guildford. Pero los partidos convocantes se realizan en el Twickenham Stoop, recinto principal del club, que se encuentra en Twickenham al suroeste de Londres.
El 30 de agosto de 2018, se anunció que el equipo jugaría sus partidos como local en las nuevas instalaciones de Grasshoppers RFC.

### Récord de asistencia
El 10 de marzo de 2018, Harlequins Women jugó frente a una multitud de 4.545 espectadores durante un partido contra las rivales locales: Richmond Women en Twickenham Stoop, estableciendo un récord de asistencia para un partido británico de rugby femenino.
La temporada siguiente, el 30 de marzo de 2019, batieron su propio récord con una asistencia de 4.837 para su último partido de liga de temporada regular de la temporada Premier 15s contra Gloucester-Hartpury Women.

## Plantel 2021

### Cuerpo técnico
El director técnico es el irlandés Gerard Mullen y su asistente es Karen Findlay, quien fue internacional con la selección escocesa y se desempeña como entrenadora de las forwards.

## Palmarés
- Campeonas de la Premier 15s de 2020–21.
- Resultaron subcampeonas en dos ocasiones; 2017–18 y 2018–19.